# Robert Kastenmeier
Robert William Kastenmeier (Beaver Dam, 24 de enero de 1924 - Arlington, 20 de marzo de 2015) fue un político y militar estadounidense. Fue como miembro de la Cámara de representantes de los Estados Unidos por Wisconsin durante 32 años, desde 1959 hasta 1991. Fue un patrocinador clave del Acta de los Derechos de Autor de 1976 y la Ley de privacidad de comunicaciones electrónicas de 1986.

## Primeros años
Kastenmeier nació en Beaver Dam (Wisconsin), donde asistió a una escuela pública. Después de graduarse de Beaver Dam High School, se alistó en el ejército de los Estados Unidos para el servicio en la Segunda Guerra Mundial. Iba de camino a la Guerra del Pacífico como subteniente cuando terminó la guerra en 1945. Fue dado de baja del ejército el 15 de agosto de 1946, con el rango de primer teniente, pero optó por permanecer en Filipinas hasta 1948, trabajando como director de una sucursal manejando reclamos de guerra para el Departamento de Defensa de los Estados Unidos.
Después de regresar a los Estados Unidos, continuó su educación en el Carleton College, en Northfield (Minnesota), y en la Facultad de Derecho de la Universidad de Wisconsin, donde recibió su LL. B. en 1952. Después de ser admitido en el colegio de abogados del estado, comenzó a ejercer la abogacía en Watertown, Wisconsin.

## Carrera política
En 1955, Kastenmeier fue elegido juez de paz para los condados de Jefferson y Dodge, y sirvió hasta 1959.
Kastenmeier hizo una oferta fallida para el Congreso en el 2.º distrito congresional de Wisconsin en 1956, perdiendo ante el republicano Donald Edgar Tewes por 11 puntos. En una revancha en 1958, derrotó a Tewes por 6.200 votos y se convirtió en el primer demócrata en ocupar el escaño en 28 años. Ganó una tercera elección contra Tewes en 1960 y enfrentó otra reñida competencia en 1962. Sin embargo, saltó a un cuarto mandato en 1964 y fue reelegido con cómodas mayorías doce veces más durante los siguientes 24 años, sirviendo desde el 86.º Congreso de los Estados Unidos hasta el 101.º.
Como congresista, Kastenmeier se mostró escéptico con la intervención militar estadounidense en el extranjero y fue uno de los primeros oponentes de la guerra de Vietnam, y se manifestó en la oposición en 1965.
Kastenmeier fue miembro del Comité de la Cámara de Representantes de los Estados Unidos sobre el poder judicial durante casi toda su carrera en el Congreso. Ahí desempeñó un papel clave en el proceso de juicio político contra el presidente Richard Nixon, afirmando que cada artículo de juicio político debe votarse por separado para tener un debate completo sobre cada tema.
También fue presidente del Subcomité Judicial de Tribunales, Propiedad Intelectual y Administración de Justicia desde 1969 hasta que dejó el cargo. Desde este puesto, trabajó como patrocinador clave del Acta de los Derechos de Autor de 1976, la primera revisión importante de la ley de derechos de autor de los Estados Unidos desde 1909. La ley sigue siendo la base de la ley de derechos de autor estadounidense moderna.
Kastenmeier también estuvo activo durante muchos años en el intento de promover las leyes de privacidad, patrocinando o introduciendo 26 proyectos de ley de este tipo entre 1973 y 1991 para expandir las protecciones sobre la privacidad de las comunicaciones, la privacidad financiera, los derechos de privacidad de la videovigilancia y la confidencialidad de las historias clínicas, entre otros temas. Sus esfuerzos culminaron con la aprobación exitosa de la Ley de Privacidad de las Comunicaciones Electrónicas de 1986, que amplió las restricciones de escuchas telefónicas del gobierno a los teléfonos móviles y al correo electrónico.
También en 1986, fue uno de los gerentes de juicio político designados por la Cámara en 1986 para conducir los procedimientos contra Harry E. Claiborne, un juez del Tribunal de Distrito de los Estados Unidos para el Distrito de Nevada que había sido condenado por delitos fiscales pero se negó a renunciar a su asiento. Kastenmeier ayudó a enmarcar la resolución de juicio político contra Claiborne, que finalmente resultó en su condena en el Senado de los Estados Unidos y su destitución.
En 1990, Kastenmeier perdió inesperadamente su candidatura a la reelección ante el republicano Scott Klug, un ex presentador de televisión que era casi 30 años menor que él. Después de dejar el Congreso, Kastenmeier sirvió brevemente en una comisión de reforma judicial antes de retirarse.

## Legado
Kastenmeier vivió en Sun Prairie (Wisconsin) y luego en Arlington (Virginia), donde falleció el 20 de marzo de 2015. Una semana antes de su muerte en 2015, en una entrevista con el Capital Times de Madison, Kastenmeier advirtió sobre las intervenciones estadounidenses en el extranjero y dijo: "Hay demasiados puntos conflictivos en el mundo. Y siempre debemos recordar lo que nos ha enseñado la historia, que siempre es muy fácil entrar, pero terriblemente difícil salir". Al elogiar a su ex colega, el congresista Dave Obey dijo de Kastenmeier: "Nunca lo vi emitir un voto por razones políticas. Nunca lo vi emitir un voto contrario a sus creencias".
El Palacio de Justicia de los Estados Unidos Robert W. Kastenmeier en Madison que es uno de los juzgados del Tribunal de Distrito de los Estados Unidos para el Distrito Oeste de Wisconsin, fue nombrado en su honor.

## Otras lecturas
- Borders, Rebecca y CC Dockery. "No puedes volver a casa: Bob Kastenmeier". En Beyond the Hill . Nueva York: University Press of America, 1995, págs. 41–44.
- Kidwell, John A. "El congresista Robert Kastenmeier y el profesor John Stedman: una relación de treinta y cinco años ". Derecho y problemas contemporáneos, vol. 55, no. 2: 129-137.
- Patterson, L. Ray y David Lange. Copyright y legislación: los años de Kastenmeier . Durham, NC: Facultad de Derecho de la Universidad de Duke, 1992.
- Remington, Michael J. " Robert W. Kastenmeier: Legislador por excelencia de los derechos de autor". Derecho y problemas contemporáneos, vol. 55, no. 2: 297–310.